# Horst Lademacher

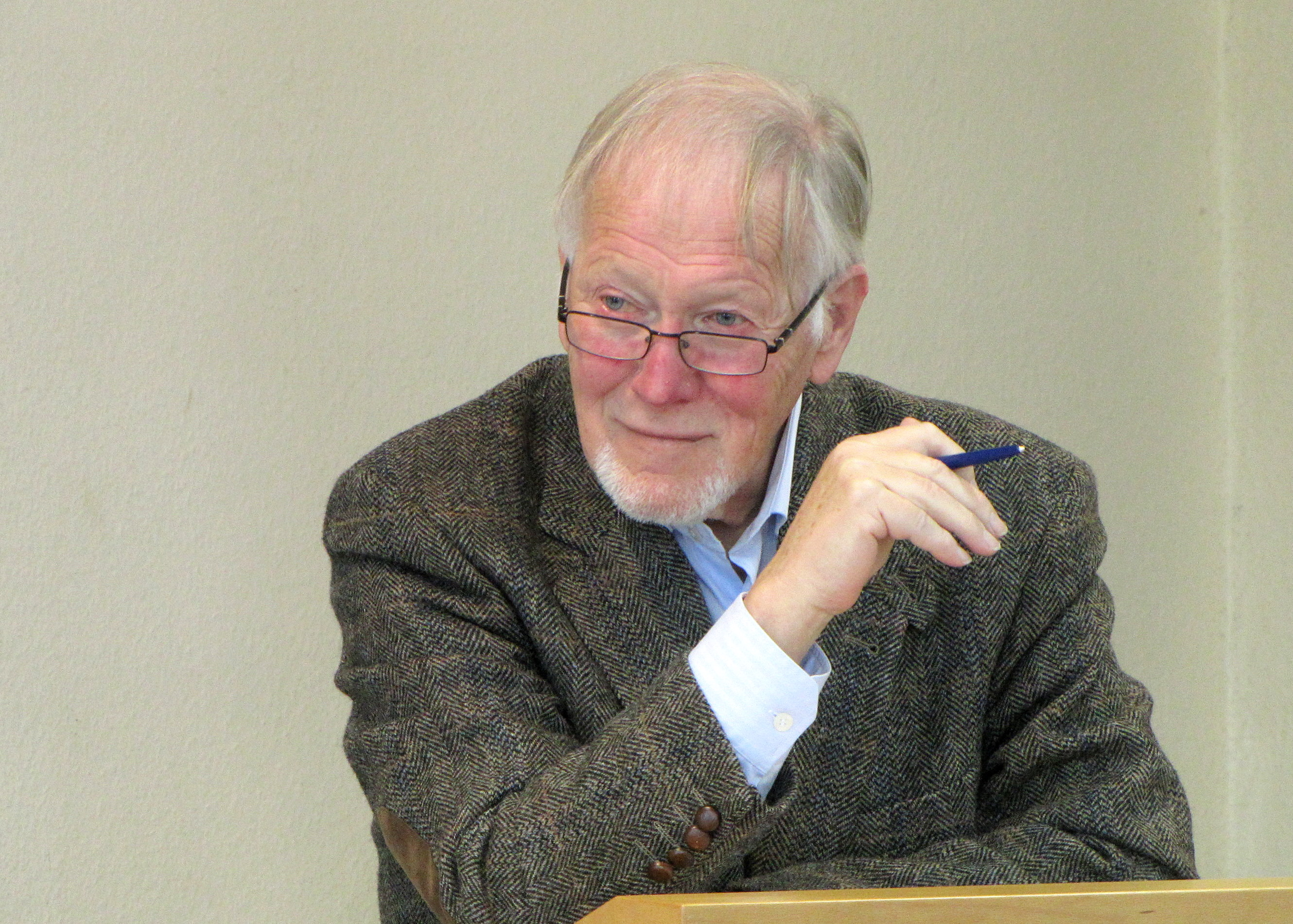
Horst Lademacher 2010 in Suderwick

Horst Walter Lademacher (* 13. Juli 1931 in Ründeroth) ist ein deutscher Niederlandist und Historiker. Er war Professor an deutschen und niederländischen Universitäten und Direktor des Zentrums für Niederlande-Studien der Westfälischen Wilhelms-Universität in Münster.

## Leben und Wirken
Lademacher entstammt einer Arbeiterfamilie. Während eines Schüleraustausches in England entdeckte er das Interesse für Sprachen. Er studierte an der Rheinischen Friedrich-Wilhelms-Universität Bonn und der Westfälischen Wilhelms-Universität in Münster u. a. bei Franz Petri und Kurt von Raumer. 1957 wurde er bei Werner Hahlweg mit der Dissertation Die Stellung des Prinzen von Oranien als Statthalter in den Niederlanden von 1572–1584 zum Dr. phil. promoviert.
Während des Studiums wurde er wie auch Werner Krause und Dieter Schuster Mitglied im SDS in Münster, wo er mit den Themen Arbeiterbewegung und Klassenkampf konfrontiert wurde. Von 1958 bis 1962 war er wissenschaftlicher Mitarbeiter am Internationalen Institut für Sozialgeschichte (IISG) in Amsterdam. Er beschäftigte sich nachhaltig mit der  Bibliographie zur Geschichte der deutschen Arbeiterbewegung. Außerdem war er zwei Jahre als Beamter bei der EWG in Brüssel beschäftigt. 1969 habilitierte er sich bei Franz Petri mit der Arbeit Die belgische Neutralität als Problem der europäischen Politik 1830–1914 in Bonn.
Er war dann Lehrstuhlvertreter an der Universität des Saarlandes in Saarbrücken sowie wissenschaftlicher Assistent an der Universität Bonn und veröffentlichte u. a. zur Zimmerwalder Konferenz, auf dem Gebiet der Friedensforschung und zur Geschichte des deutschen Widerstandes. Während der Westdeutschen Studentenbewegung der 1960er Jahre war er wichtiger Ansprechpartner kritisch denkender Studenten. Er warnte vor einer politischen realitätsfernen Radikalisierung.
Lademacher lehrte von 1972 bis 1979 Neuere und Neueste Geschichte an der Freien Universität Amsterdam. Er suchte erneut die Nähe zu Deutschland und war von 1979 bis 1990 als ordentlicher Professor an der Gesamthochschule Kassel tätig. 1982 begründete er die Schriftenreihe der Kasseler Forschungen zur Zeitgeschichte. Nach einigen Forschungen zur Gewerkschaftsbewegung rückte er die Niederländische Geschichte in den Mittelpunkt. 1983 verfasste er dazu ein von der Wissenschaftlichen Buchgesellschaft verlegtes Standardwerk. 1990 ging er an die Westfälische Wilhelms-Universität in Münster, wo er das seinerzeit neugegründete Zentrum für Niederlande-Studien als Direktor übernahm. Er war dort Mitherausgeber u. a. der Niederlande-Studien und des Jahrbuch des Zentrums für Niederlande-Studien. Bis zu seiner Emeritierung im Jahre 2000 leitete er das Zentrum für Niederlande-Studien in Münster. Von 1992 bis 1994 hatte Lademacher eine Gastprofessur für Geschichte an der Universität Nijmegen inne. Zu seinen akademischen Schülern gehören u. a. Bert Altena, Friedhelm Boll, Walter Mühlhausen, Cornelia Regin und Boris Schilmar.
1994 wurde er Vorsitzender der Bundesgemeinschaft für deutsch-niederländische Kulturarbeit. Die nordrhein-westfälische Landesregierung berief Lademacher 1996 zum Beauftragten für die Benelux-Länder.
Lademacher wurde als „politischer Mensch“ beschrieben.

## Ehrungen
Lademacher wurde 1996 von der niederländischen Königin Beatrix zum Offizier im Orden von Oranien-Nassau ernannt.

## Schriften (Auswahl)
- Die Stellung des Prinzen von Oranien als Statthalter in den Niederlanden von 1572 bis 1584: Ein Beitrag zur Verfassungsgeschichte der Niederlande. Röhrscheid, Bonn 1958 (Dissertation, Universität Münster, 1957).
- Die belgische Neutralität als Problem der europäischen Politik 1830–1914. Röhrscheid, Bonn 1971, ISBN 3-7928-0287-2 (Habilitationsschrift, Universität Bonn).
- Von den Provinzialständen zum Landschaftsverband. Zur Geschichte der landschaftlichen Selbstverwaltung der Rheinlande. Rheinland-Verlag, Köln 1973, ISBN 3-7927-0166-9.
- Moses Hess in seiner Zeit (= Veröffentlichungen des Stadtarchivs Bonn. Band 17). Röhrscheid, Bonn 1977, ISBN 3-7928-0392-5; 2., wesentlich erweiterte und ergänzte Auflage. Stadtarchiv und Stadthistorische Bibliothek, Bonn 2012, ISBN 978-3-922832-51-5.
- Geschichte der Niederlande. Politik – Verfassung – Wirtschaft. Wissenschaftliche Buchgesellschaft, Darmstadt 1983, ISBN 3-534-07082-8.
- Zwei ungleiche Nachbarn. Wege und Wandlungen der deutsch-niederländischen Beziehungen im 19. und 20. Jahrhundert. Wissenschaftliche Buchgesellschaft, Darmstadt 1990, ISBN 3-534-10266-5.
- Die Niederlande. Politische Kultur zwischen Individualität und Anpassung. Propyläen, Berlin 1993, ISBN 3-549-05220-0.
- Wo Glanz ist, ist auch Gloria: Reisende in den Niederlanden des goldenen Jahrhunderts (= Niederlande-Studien, Kleinere Schriften. Heft 1). Lit, Münster 1996, ISBN 3-8258-2904-9.
- Politik und Wissenschaft. Über Nachteil und Notwendigkeit einer umstrittenen Beziehung. In: Burkhard Dietz, Helmut Gabel, Ulrich Tiedau (Hrsg.): Griff nach dem Westen. Die „Westforschung“ der völkisch-nationalen Wissenschaften zum nordwesteuropäischen Raum (1919–1960). Waxmann, Münster 2003, S. 1–26.
- Phönix aus der Asche? Politik und Kultur der niederländischen Republik im Europa des 17. Jahrhunderts (= Studien zur Geschichte und Kultur Nordwesteuropas. Band 16). Waxmann, Münster u. a. 2007, ISBN 978-3-8309-1683-3.
- Grenzüberschreitungen. Mein Weg zur Geschichtswissenschaft. Erinnerungen und Erfahrungen. Im Gespräch mit Burkhard Dietz und Helmut Gabel. Waxmann, Münster 2012, ISBN 978-3-8309-2630-6.
- Die Illusion vom Frieden. Die zweite Internationale wider den Krieg 1889–1919. Waxmann, Münster 2018, ISBN 978-3-8309-3840-8.